# Арушская и Центрально-Танзанийская епархия
Арушская и Центрально-Танзанийская епархия — епархия Александрийской Православной Церкви на территории Центральной Танзании.
Учреждена решением Священного Синода Александрийского Патриархата 17 ноября 2016 года с части Иринопольской митрополии. Кафедральный храм-церковь Св. Димитрия Солунского в городе Иринга.
Правящий архиерей: Епископ Агафоник (Николаидис)
Источник.